# نشنال-بنک
نشنال-بنک (انگلیسی: National-Bank) شرکت خدمات مالی و بانکداری آلمانی است، که در سال ۱۹۲۱ تأسیس شد.